# And the Hun Hangar Ensemble
And the Hun Hangar Ensemble é o quarto álbum de estúdio de A Hawk and a Hacksaw, lançado em 2007 pela gravadora The Leaf Label.
| Críticas profissionais                                                      | Críticas profissionais |
| Avaliações da crítica                                                       | Avaliações da crítica  |
| Fonte                                                                       | Avaliação              |
| --------------------------------------------------------------------------- | ---------------------- |
| Pitchfork Media                                                             | (7.3/10)               |
| Esta tabela precisa de ser acompanhada por texto em prosa. Consulte o guia. |                        |

## Faixas
1. "Kiraly Siratás" - 2:32
2. "Zozobra" - 4:01
3. "Serbian Cŏcek" - 4:14
4. "Romanian Hora and Bulgar (live)" - 3:15
5. "Ihabibi" - 3:57
6. "Vajdaszentivány" - 2:36
7. "Oriental Hora" - 5:18
8. "Dudanotak" - 3:29